# Bitwa pod Druskennikami
Bitwa pod Druskennikami – starcie zbrojne, które miało miejsce w marcu 1702 roku. Litewskie pospolite ruszenie rozbiło pod Druskiennikami awangardę wojsk Karola XII dowodzoną przez oberszta Humerjelma.